# Clément Laporte
Pour les articles homonymes, voir Laporte.
Pas d'image ? Cliquez ici

a Compétitions nationales et continentales officielles uniquement.

b Matchs officiels uniquement.
Dernière mise à jour le 18 août 2025.
Clément Laporte, né le 7 janvier 1998 à Pessac (Gironde), est un joueur français de rugby à XV évoluant aux postes d'arrière ou d'ailier.
Il remporte le Championnat du monde junior en 2018 avec l'équipe de France des moins de 20 ans.

## Biographie

### Jeunesse et formation
Clément Laporte naît le 7 janvier 1998 à Pessac, en Gironde. Il commence le rugby à XV en 2006 avec le Parentis sport rugby,. En 2013, il rejoint le centre de formation de l'Union Bordeaux Bègles avant de rejoindre en 2015, celui du SU Agen.

### En club

#### SU Agen (2017-2019)
Clément Laporte dispute son premier match avec l'équipe professionnelle du SU Agen lors de la sixième journée de Top 14 le 30 septembre 2017 face au Stade toulousain en tant que titulaire. Il inscrit son premier essai en Top 14 le 18 novembre 2017 face à l'Union Bordeaux Bègles. Lors de sa première saison professionnelle, il dispute seize matchs de Top 14 et inscrit deux essais, ainsi que deux matches de Challenge européen.
En juillet 2018, il signe un contrat espoir avec le SU Agen jusqu'en 2020. En novembre 2018, il est sélectionné avec les Barbarians français pour affronter les Tonga au Stade Chaban-Delmas de Bordeaux. Titulaire à l'aile, il inscrit un essai au cours de la rencontre. Les Baa-Baas s'inclinent 38 à 49 face aux Tongiens. En janvier 2019, le Lyon OU annonce que Clément Laporte rejoint le club à partir de la saison 2019-2020. Durant la saison 2018-2019, il joue vingt-cinq matchs de Top 14 et inscrit deux essais. Il joue également trois matchs de Challenge européen.

#### Lyon OU (2019-2022)
Lors de la saison 2019-2020, il ne joue qu'un seul match au mois de septembre 2019 face au RC Toulon.
En novembre 2021, il est de nouveau invité dans l'équipe des Barbarians français pour affronter les Tonga au Matmut Stadium Gerland de Lyon. Les Baa-Baas s'imposent 42 à 17 grâce à six essais inscrits.
Freiné par les blessures durant ses trois saisons lyonnaises, il ne joue que vingt-deux matchs de Top 14 et six matchs en compétitions européennes,.

#### Section paloise (depuis 2022)
Durant l'intersaison 2022, il s'engage avec la Section paloise jusqu'en 2025,.
Il dispute son premier match avec Pau lors de la première journée de Top 14 face à l'USA Perpignan en tant que titulaire. En décembre 2022, lors du match face au CA Brive, il se blesse et souffre d'une entorse du ligament latéral interne du genou et manque six semaines de compétition. Il fait son retour à la compétition fin janvier 2023 pour la dernière journée de Challenge Cup contre les Cheetahs. Lors de la saison 2022-2023, Laporte dispute vingt matchs de Top 14 et inscrit six essais, principalement au poste d'ailier.
Lors de la saison 2023-2024, il inscrit son premier essai de la saison lors de la troisième journée de Top 14 face au Lyon OU. Laporte s'impose au poste d'ailier, mais devient également une alternative crédible pour le poste d'arrière. Cependant, lors de la septième journée de Top 14, la Section se déplace au Stade Jean-Dauger pour défier l'Aviron bayonnais en tant que co-leader du Top 14. Clément Laporte se rompt le tendon d'Achille dès la quatrième minute de jeu. Il est opéré et sa saison est terminée. En mai 2024, il prolonge son contrat avec la Section jusqu'en 2027.

### En équipe nationale
En 2018, il est sacré champion du monde avec l'équipe de France des moins de 20 ans. 
En décembre 2020, il est appelé par Fabien Galthié avec le XV de France pour préparer la finale de la Coupe d'automne des nations face à l'équipe d'Angleterre. Blessé, il est forcé de quitter le rassemblement.

## Vie privée
Clément Laporte suit un cursus Marketing et Business à l'IDRAC Business School à Lyon. Clément Laporte a un frère jumeau, Lucas, qui porte les couleurs de l'US Marmande.

## Palmarès
- Vainqueur du Tournoi des Six Nations des moins de 20 ans en 2018 avec l'équipe de France des moins de 20 ans.
- Vainqueur du Championnat du monde junior en 2018 avec l'équipe de France des moins de 20 ans.